# Rhusia schmitzi
Rhusia schmitzi är en insektsart som beskrevs av Irena Dworakowska 1981. Rhusia schmitzi ingår i släktet Rhusia och familjen dvärgstritar. Inga underarter finns listade i Catalogue of Life.